# Abbeville-Saint-Lucien
Abbeville-Saint-Lucien – miejscowość i gmina we Francji, w regionie Hauts-de-France, w departamencie Oise. Jej burmistrzem jest od 2008 r. Marc Desjardins.
Według danych na rok 1990 gminę zamieszkiwało 329 osób, a gęstość zaludnienia wynosiła 63 osób/km² (wśród 2293 gmin Pikardii Abbeville-Saint-Lucien plasowała się wtedy na 671. miejscu pod względem liczby ludności, natomiast pod względem powierzchni na miejscu 853.).